# Појана де Сус (Јаши)
Појана де Сус (рум. Poiana de Sus) насеље је у Румунији у округу Јаши у општини Цибана. Oпштина се налази на надморској висини од 232 m.

## Становништво
Према подацима из 2002. године у насељу је живело 505 становника, од којих су сви румунске националности.